# Tiriba-de-barriga-vermelha
A tiriba-de-barriga-vermelha (Pyrrhura perlata) é uma espécie de ave da família Psittacidae.
Pode ser encontrada nos seguintes países: Bolívia e Brasil.
Os seus habitats naturais são: florestas subtropicais ou tropicais húmidas de baixa altitude. Esses animais pesam entre 80 à 95 gramas, tem cerca de 20 cm de altura e vivem aproximadamente 30 anos. Como todo pscitacídeo de "bico torto", podem imitar sons humanos como "oi", "loro", "tchau" (independente de ser macho ou fêmea).